# Pena capital en Venezuela

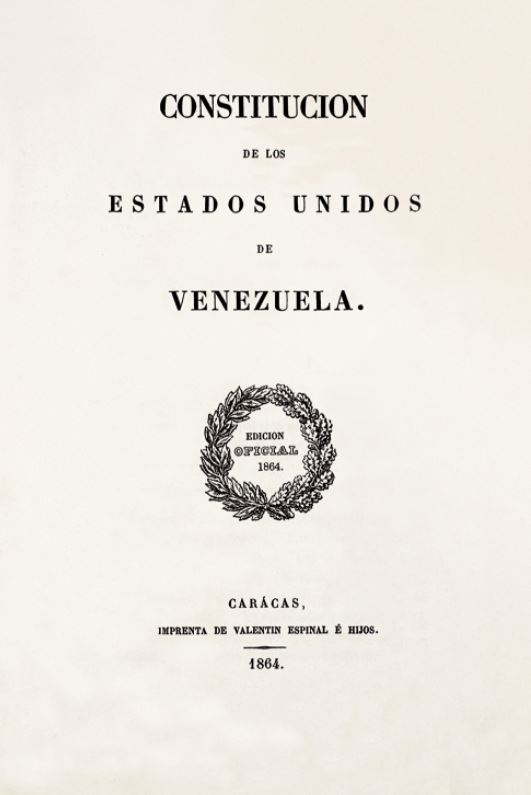
Constitución de los Estados Unidos de Venezuela de 1864.

La pena capital está abolida en Venezuela. Venezuela fue el primer país, todavía existente, en abolir la pena de muerte para todos los delitos, haciéndolo en la constitución de los Estados Unidos de Venezuela de 1864. San Marino abolió la pena de muerte solo para delitos ordinarios en 1848, pero la abolió para todos los delitos en 1865. Costa Rica hizo lo propio en 1877, haciendo Venezuela uno de solo tres países en abolir la pena de muerte antes de 1900.

## Aplicación

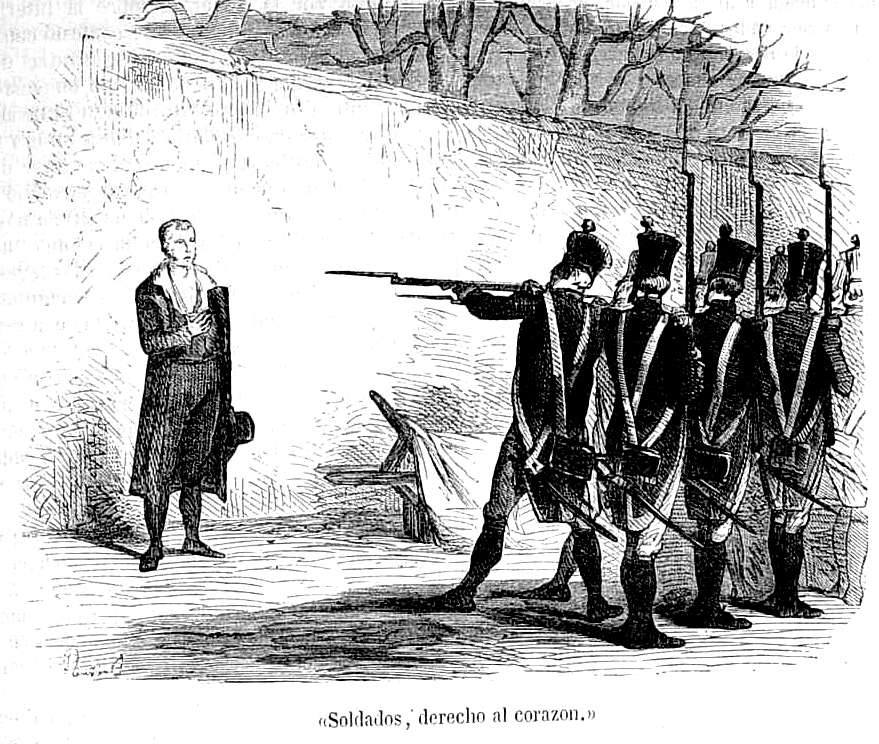
Fusilamiento de Manuel Piar.

En la época de la colonia en Venezuela está práctica se usaba con frecuencia y estaba aprobada por el imperio español dentro de la Capitanía general de Venezuela. José María España fue ejecutado debido a un intento de independencia en 1797, cuando regresó a Venezuela en 1799 fue sentenciado por la Real Audiencia el 6 de mayo, siendo torturado ahorcado decapitado y descuartizado el 8 de mayo en la Plaza Mayor (actual Plaza Bolívar) en Caracas.
La primera condena de muerte durante la Primera República de Venezuela fue en contra de los dirigentes de la Asonada de la Sabana del Teque. Los tres fusilamientos políticos más conocidos de la historia venezolana fueron:
- El del general Manuel Piar; en 1817 después del llamado Congresillo de Cariaco se dividió el mando único de Simón Bolívar, Manuel Piar apoyó dicha decisión. Debido a este acto fue despojado de todo mando por órdenes del Libertador. Posteriormente es capturado en Aragua de Maturín por Manuel Cedeño y fue trasladado a Angostura. Un Consejo de Guerra designado por Bolívar lo condenó a muerte por insubordinación, deserción, sedición y conspiración. Fue fusilado el 16 de octubre de 1817.[7]
- El fusilamiento de Matías Salazar. A pesar de ser viejos aliados Matías Salazar se declara en campaña en contra de la dictadura de Antonio Guzmán Blanco. Debido a esto es perseguido y hecho prisionero el 29 de abril de 1872 en las cercanías de Nirgua. Es trasladado a Tinaquillo y Guzmán designa un Consejo de Guerra integrado por sus amigos generales y que preside el general Julián Castro. Matías es degradado y sentenciado a muerte. Esto a pesar de estar prohibido dicha condena en la Constitución nacional.[8]
- Ejecución de Antonio Paredes. El general Antonio Paredes fue un enemigo de Cipriano Castro desde inicios de la Revolución Liberal Restauradora. Por lo que decide irse al exilio. Paredes se radica finalmente en Trinidad y Tobago y desde Puerto España prepara una invasión a Venezuela. Esto es denunciado por el gobierno de Castro y las autoridades de la isla le dan 48 horas para que abandone el territorio. Allanan su residencia y le decomisan las armas que ha acumulado. Debido a esto acelera la fecha de la Invasión a Venezuela por el Orinoco a pesar de contar con muy pocos hombres. Cipriano Castro recibe la noticia de que Paredes ha invadido por Pedernales. Entonces da la orden de fusilamiento contra el enemigo, cuyo cadáver fue echado al río Orinoco. Fue el único fusilamiento del siglo XX en Venezuela.[9]

## Prohibición
El 3 de abril de 1849, durante la dictadura de José Tadeo Monagas, se promulgó una ley que establecía la prohibición de la Pena de Muerte por motivos políticos. El 19 de abril de 1863 el presidente José Antonio Paéz promulga el primer Código Penal de la historia de Venezuela, en donde se eliminaba la pena de muerte para casi todos los delitos y sólo se conservaba para los casos de parricidio. esta ley adquiere carácter constitucional con la Constitución de los Estados Unidos de Venezuela de 1857. Al término de la Guerra Federal, la Constitución de los Estados Unidos de Venezuela de 1864 extiende esta prohibición a todos los delitos, siendo así Venezuela el primer país moderno en hacerlo.